# ストリーツ・オブ・フィラデルフィア
「ストリーツ・オブ・フィラデルフィア」（Streets of Philadelphia）は、アメリカ合衆国のロック・ミュージシャン、ブルース・スプリングスティーンが1993年公開の映画『フィラデルフィア』（監督：ジョナサン・デミ）に提供した楽曲。1994年にはシングルとしてもリリースされた。

## 背景
本作の制作前に、ニール・ヤングの曲「フィラデルフィア」が映画のエンディング・テーマとなることが決定していたが、デミはオープニングでもロック・ソングが必要と考えて、スプリングスティーンに楽曲提供を依頼した。レコーディングは、ニュージャージー州のスプリングスティーンの自宅スタジオで行われた。当時スプリングスティーンは、創作活動においてスランプに陥っており、「自分の小さなスタジオにこもって、来る日も来る日も何かを生み出そうとしてみたけど、何も生まれなかった」と述懐しているが、デミから送られたオープニング映像のラフ・ヴァージョンを観て曲作りに取りかかると、わずか2日ほどで本作が完成したという。本作のミュージック・ビデオは、ジョナサン・デミと甥のテッド・デミが共同で監督した。
本作はスプリングスティーン名義のスタジオ・アルバムには未収録で、1995年発売のベスト・アルバム『グレイテスト・ヒッツ』に収録されたが、同アルバムではショート・ヴァージョンが使用されている。

## 反響
アメリカでは、総合シングル・チャートのBillboard Hot 100で1994年4月23日に最高9位を記録し、『ビルボード』のアダルト・コンテンポラリー・チャートでは3位に達した。
全英シングルチャートでは13週トップ100入りして最高2位を記録し、自身唯一の全英トップ3シングルとなった。ドイツのシングル・チャートでは27週トップ100入りし、うち5週にわたって1位を獲得した。ノルウェーのシングル・チャートでは18週連続でトップ10入りし、うち6週にわたって1位を獲得する大ヒットとなった。

## 評価
第37回グラミー賞では最優秀レコード賞、最優秀楽曲賞、最優秀男性ロック・ボーカル・パフォーマンス賞、最優秀ロック・ソング賞、最優秀楽曲賞（映画、テレビ、その他映像部門）の5部門にノミネートされ、最終的には最優秀レコード賞を除く4部門で受賞を果たした。本作は映画賞でも高く評価され、1993年度のゴールデングローブ賞 主題歌賞を受賞し、アカデミー歌曲賞では、同じく映画『フィラデルフィア』で使用されたニール・ヤングの「フィラデルフィア」等を押さえて受賞を果たした。
AFIが2004年に選出した「アメリカ映画主題歌ベスト100」では、68位となった。

## カヴァー
- レイ・コニフ - アルバム『I Love Movies』（1997年）に収録[22]。
- リッチー・ヘブンス - トリビュート・アルバム『ワン・ステップ・アップ/ツー・ステップス・バック〜ソングス・オブ・ブルース・スプリングスティーン』（1997年）に提供[23]。
- グレゴリアン - アルバム『Masters of Chant Chapter VIII』（2011年）に収録[24]。
- ザ・フレイ - EP『Covers』（2012年）に収録[25]。
- エルトン・ジョン - 2013年2月8日、「ミュージケアーズ・パーソン・オブ・ザ・イヤー」授賞式のトリビュート・コンサートで歌唱し、その模様は映像作品『ブルース・スプリングスティーン・トリビュート』（2014年発売）に収録された[26]。